# 梅德維戈維尼察河
53°18′24″N 14°54′39″E / 53.3068°N 14.9107°E
梅德維戈維尼察河是波蘭的河流，位於該國北部，處於西波美拉尼亞省，河道全長16公里，流域面積59平方公里，河口處在什切青舊城附近。